# The Imposter
Pour plus de détails, voir Fiche technique et Distribution.
The Imposter est une docufiction britannico-américaine de Bart Layton sortie en 2012. 

## Synopsis
À partir de 1990 et jusqu'en 2005, Frédéric Bourdin usurpe l'identité de centaines de personnes (la plupart fictives) à travers le globe. Ce documentaire est centré sur la façon dont il s'est fait passer pour un jeune Américain porté disparu auprès de sa famille.

## Fiche technique
- Titre original : The Imposter
- Titre français :
- Titre québécois  :

- Réalisation : Bart Layton
- Scénario :
- Direction artistique : Marcia Calosio et Mariona Julbe
- Décors : Sonia Aranzabal et Vanessa Monreal
- Costumes :
- Photographie : Lynda Hall et Erik Wilson
- Son :
- Montage : Andrew Hulme
- Musique : Anne Nikitin
- Production : Dimitri Doganis, Simon Chinn
- Société de production : A&E IndieFilms, Film Four, Protagonist Pictures et RAW
- Société de distribution :  Revolver Entertainment
- Pays d’origine :  Royaume-Uni/ États-Unis
- Langue : Anglais
- Format : Couleurs - 35mm - 2.35:1 - Son Dolby numérique
- Genre : Thriller dramatique
- Durée :
- Dates de sortie :
- États-Unis : 
  - 23 janvier 2012 (festival du film de Sundance)
  - 13 juillet 2012

## Distribution
- Frédéric Bourdin : lui-même
- Adam O'Brian : Frédéric Bourdin jeune
- Carey Gibson : elle-même
- Anna Ruben : Carey Gibson
- Beverly Dollarhide : elle-même
- Cathy Dresbach : Nancy Fisher
- Charlie Parker : lui-même
- Alan Teichman : Charlie Parker
- Nancy Fisher	: elle-même

## Distinctions

### Récompenses
- 2012 : Grand prix du jury (section World Cinema - Documentary) au Festival du film de Sundance
- 2012 : Grand prix du Jury (Dox Competition) au Festival international du film de Miami
- 2012 : Meilleur documentaire et meilleur premier film au British Independent Film Awards
- 2012 : Meilleur film documentaire au Austin Film Critics Association Awards
- 2012 : Meilleur film documentaire au Kansas City Film Critics Circle Awards
- 2013 : Meilleur film documentaire au Houston Film Critics Society Awards
- 2013 : Meilleur film documentaire au London Film Critics Circle Awards
- 2013 : Meilleur nouveau scénariste, réalisateur ou producteur britannique au BAFTA Awards pour Bart Layton
- 2013 : Meilleur film documentaire au Evening Standard British Film Awards